# Comuna Krasne, Kobeleakî
Krasne (în ucraineană Красне) este o comună în raionul Kobeleakî, regiunea Poltava, Ucraina, formată din satele Haiove, Hrîțaiivka, Krasne (reședința) și Sosnivka.

## Demografie
Componența lingvistică a comunei Krasne
     Ucraineană (96,35%)
     Rusă (2,81%)
     Alte limbi (0,56%)
Conform recensământului din 2001, majoritatea populației comunei Krasne era vorbitoare de ucraineană (96,35%), existând în minoritate și vorbitori de rusă (2,81%).